# Кротков, Юрий Васильевич
Юрий Васильевич Кротков (11 ноября 1917, Кутаиси — 26 декабря 1981) — сотрудник госбезопасности, советский драматург, сценарист. Невозвращенец.

## Биография
Родился 11 ноября 1917 года в Грузии в интеллигентной семье, отец и мать русские, отец художник, мать драматическая актриса. Привлечен к сотрудничеству с органами госбезопасности (контрразведки) в 1936 году, оперативный псевдоним «Сулико». В 1940 году после смерти родителей переехал в Москву. Обучался в Литературном институте, но не окончил его. По протекции органов был принят на работу и в годы войны работал в ТАСС и на Radio Moscow.
На протяжении семнадцати лет являлся сотрудником советских органов госбезопасности. В легальной жизни Кротков являлся драматургом и сценаристом, в частности сценаристом Мосфильма, а в нелегальной — сотрудником контрразведки МГБ/КГБ СССР.
Обладая привлекательной внешностью и широкой эрудицией, установил контакты в среде творческой интеллигенции, писателей и сценаристов. Был дружен с семьёй Бориса Пастернака. Вот как описывает его Джон Бэррон в своей нашумевшей книге «КГБ» (1974): «Высокий, стройный, с красивой копной темно-каштановых волос и напряженно-выразительным лицом, он мог учтиво говорить по-английски или по-русски об искусстве, истории и выдающихся советских личностях. Вскоре он научился использовать жажду западных гостей к общению с русским народом».
Свободно владел английским языком, мог общаться на немецком и испанском языках.

«В операциях по привлечению иностранцев к сотрудничеству с госбезопасностью Юрий Кротков был звездой КГБ. Со времен Второй мировой войны он пытался заманить множество чиновников и журналистов в различные ловушки, включая дипломатов из Америки, Австралии, Англии, Канады, Франции, Индии, Мексики, Пакистана и Югославии».
Хорошо разбирался в женской психологии, легко входил в контакт и устанавливал доверительные и дружеские отношения.
Руководство Второго главного управления КГБ использовало Кроткова в качестве вербовщика красивых молодых актрис московских театров. С объектами вербовки Кротков, как сценарист, знакомился на репетициях и на съёмках, обещая девушкам работу с иностранцами, а также лучшие роли, деньги, импортную одежду. Свои обещания Кротков выполнял.
При даче показаний членам Подкомитета Сената США в 1969 году, в частности, о вербовке «ласточек» Кротков сообщил, что «КГБ требовались девушки, девушки, девушки, красивые, с некоторым знанием английского или других языков. Мы называли их ласточками. КГБ были нужны ласточки. Это сленг» (даётся в обратном переводе с английского).

## Дело посла Дежана
В качестве ключевого исполнителя участвовал в операции по компрометации и вербовке посла Франции в СССР Мориса Дежана с помощью «ласточки» — соблазнившей его актрисы Ларисы Кронберг, работавшей на КГБ.
Операция под кодовым названием «Галант» была спланирована и осуществлена Вторым главным управлением (ВГУ) МГБ СССР, план операции разработал начальник ВГУ генерал О. М. Грибанов. Грибанов руководил операцией и непосредственно участвовал в ней.
Грибанов поставил грандиозный спектакль с участием известных людей из числа творческой интеллигенции. Себе Грибанов отвёл роль ответственного сотрудника Совета министров СССР Горбунова, а роль его жены исполняла майор КГБ Вера Андреева. А для того, чтобы Дежан поверил, Горбунова послу должен был представить Сергей Михалков, который вместе с женой Натальей Кончаловской был постоянным участником этих спектаклей. Часто эти представления проходили на фешенебельной даче Михалкова на Николиной Горе. «Все мы были марионетками генерала Грибанова», — позже заметил Кротков.
Кротков являлся исполнителем операции, он же предложил Грибанову кандидатуру Л. И. Кронберг в качестве «ласточки». Операция проводилась в период 1956—1960 годы. Позднее, в 1970 году Кротков, находясь в США, давал показания подкомитету по внутренней безопасности Конгресса США о том, что Дежан действительно попал в ловушку, но не являлся сотрудником КГБ.
По литературной (фальшивой) версии Вячеслава Коротина, Кротков, проживая в Великобритании написал пьесу, взяв за основу сюжета историю Дежана и Кронберг. Так (по В. Коротину) правда о вербовке советской госбезопасностью посла Франции выплыла наружу и закончилась громкой отставкой Дежана. В реальности Кротков сдал Дежана британской контрразведке на допросе сразу после своей сдачи властям Соединённого Королевства 13-14 сентября 1963 года. Служба MI5 мгновенно поделилась информацией с контрразведывательными службами Франции и США, последние оперативно направили в Лондон свои группы старших офицеров контрразведки для снятия показаний с Кроткова.
В 1961 году Кротков участвовал в оперативной разработке военного (ВВС) атташе Франции генерала Л. Гибо (Louis Guibaud).
Точно так же, как это было с Дежаном, Комитет ввёл в круг общения Л. Гибо череду «ласточек», пока одной из них не удалось заманить его на роман. Роман бурно развивался до начала лета 1962 года, когда трое элегантных мужчин в штатском разложили перед ним множество шокирующих фотографий, документирующих его связь.
Столкнувшись с доказательствами отношений со стороны КГБ, предложившим выбор между тайным сотрудничеством или публичным позором, полковник предпочел застрелиться.

## Бегство на Запад
В 1963 стал невозвращенцем, не вернувшись из поездки делегации литераторов и писателей в Великобританию. Западные источники в качестве одной из причин бегства Кроткова указывают на довлевшее чувство вины за действия по компрометации, приведшие к самоубийству Гибо.
«…Для Кроткова смерть Гибо
была не самоубийством, а убийством. Внутренние переживания вынудили его принять решение, с которым он боролся в течение нескольких месяцев: порвать со своей жизнью халтурного сочинительства, лицемерия, ежедневного обмана и духовного убожества. Тайно он начал записывать и переносить на микрофильм историю своей жизни как сотрудника госбезопасности».
Тайно вывез за рубеж микрофильмированные рукописи с подробностями и деталями операций КГБ, содержащими реальные имена, даты и места проведения, также диалоги и реакции их участников. Вероятно, Кротков таким образом планировал использовать событийную сторону своей служебной деятельности в последующей работе драматурга и сценариста, что и было осуществлено им впоследствии. Контрразведка Британии MI5 перевела и опубликовала манускрипт.
Кротков много лет скитался по Европе,
пытаясь писать и надеясь, что когда-нибудь сможет рассказать свою историю миру. С 1967 по 1968 год жил в Мюнхене, работал диктором на радиостанции «Свобода». С 1969 года жил в США.
В США проживал под именем Джорджа Карлина.
В 1970-е годы, находясь в США давал показания под присягой подкомитету Сената по внутренней безопасности о методах работы КГБ, запротоколированные на более чем 1 тыс. страниц. Публиковался в эмигрантском «Новом журнале».
Дж. Бэррон, опрашивавший Кроткова на протяжении многих с ним встреч отметил: Он часто кажется озабоченным размышлениями о смерти и духовными поисками Бога. «Я знаю, что настанет день расплаты, и что пощады мне не будет», — сказал он автору.
Умер 26 декабря 1981 года.
По книге Юрия Кроткова «Красный монарх» был поставлен одноименный фильм-комедия в 1983 году.

## Сочинения
- Кротков Ю. В. Джон — солдат мира: Пьеса в 3-х действиях. М.: Искусство, 1952
- I Am from Moscow. A View of the Russian Miracle. New York E. P. Dutton and Co. 1967
- The Nobel Prize. London, Hamish Hamilton. 1980. — роман о событиях, последовавших за получением Борисом Пастернаком Нобелевской премии.
- The red monarch. Scenes from the life of Stalin. Norton, New York 1979, ISBN 0-393-088